# Kamera-Fabrik Woldemar Beier

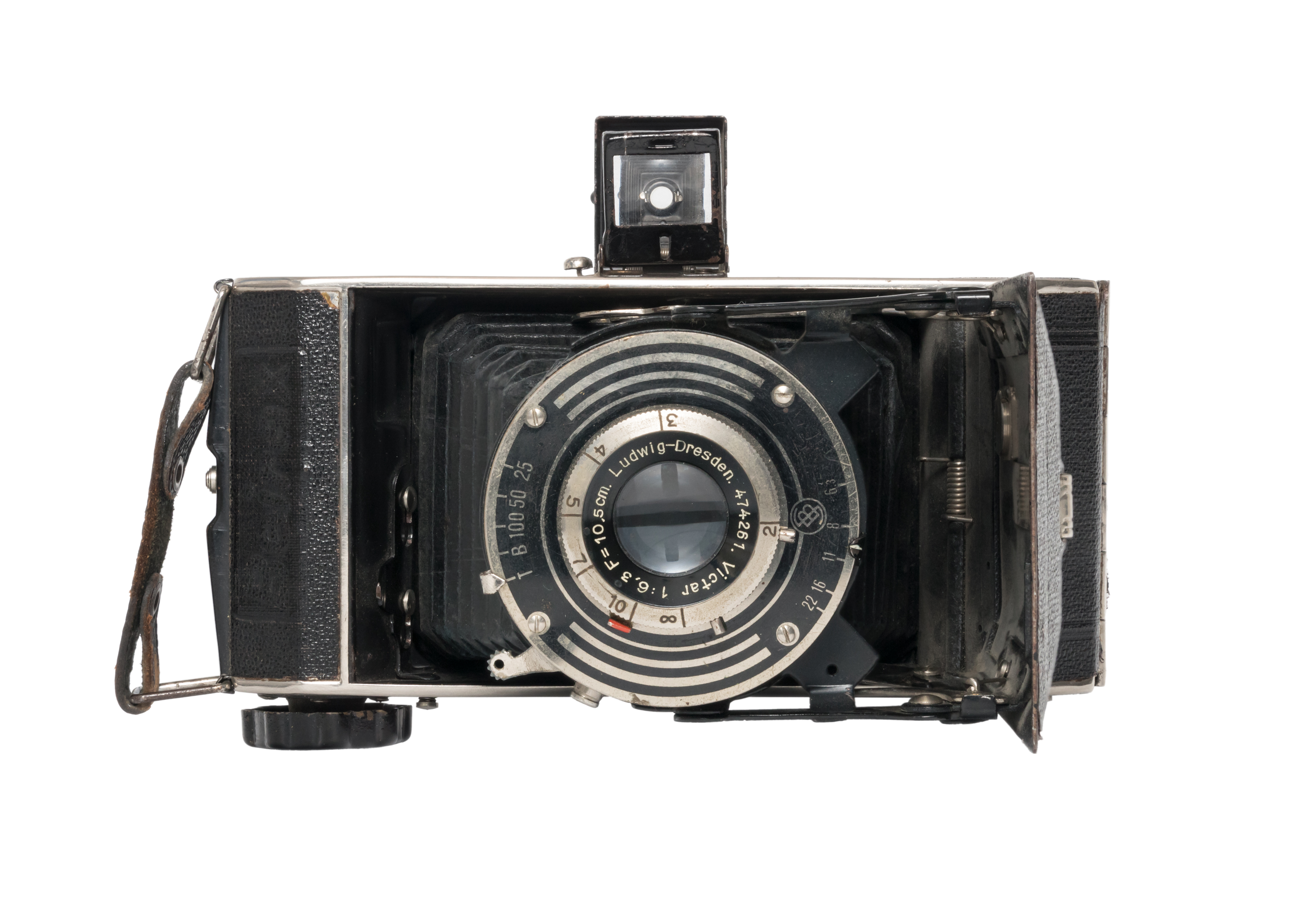
Beier Beirax

Die Kamera-Fabrik Woldemar Beier war ein deutscher Kamerahersteller in Freital (Sachsen).

## Geschichte

### Bis 1945
Firmengründer Woldemar Beier wurde am 30. März 1886 als Sohn eines Hüttenarbeiters geboren und absolvierte ab 1900 eine Lehre als Mechaniker im Kamera-Werk von Ferdinand Merkel. Während seiner Zeit in diesem Betrieb bildete er sich zum Feinmechanikermeister fort.
1914 gründete er als Mitinhaber das Thowe-Kamerawerk in Potschappel. Aufgrund einiger finanzieller Probleme während der Weltwirtschaftskrise verließ Woldemar Beier das Unternehmen und gründete am 1. April 1923 die Kamera-Fabrik Woldemar Beier. Am Anfang wurden Plattenkameras mit Holzgehäuse produziert, wobei Objektive, Verschlüsse und Lederbalgen von anderen Firmen bezogen wurden. Die ersten Plattenkameras des neugegründeten Unternehmens trugen Frauennamen wie EDITH, ERIKA oder LOTTE. 1925 hatte das Unternehmen bereits 15.000 Kameras produziert und verkauft.
1929 stellte man erstmals Kameras mit Leichtmetallgehäuse vor, was damals ein absolutes Novum war. Die sich rasant entwickelnde Fotoindustrie im Raum Dresden traf auf einen schnell wachsenden Markt und war somit gezwungen, kontinuierlich neue Modelle und technische Innovationen auf den Markt zu bringen. Beier gab deshalb die Konstruktion an seinen Mechaniker Bruno Plickert ab. Da zu dieser Zeit der Trend der Kleinbildkameras aufkam, beschloss auch die Kamera-Fabrik Woldemar Beier, eine Kleinbildkamera zu fertigen. 1931 präsentierten sie die Beika auf der Leipziger Frühjahrsmesse. Ein Jahr später wurde sie in Beira umbenannt und noch weitere zwei Jahre produziert.
Zu dieser Zeit entwickelte Plickert in Zusammenarbeit mit der Firma Ernst Krauß in Jena einen neuartigen Messsucher mit 6-fach vergrößerndem Fernrohr. Schließlich wurde 1935 die Beira-Okula in Leipzig präsentiert. Die Kamera nahm eine Spitzenstellung ein.
1938 führte das Unternehmen eine einäugige 6 × 6-Spiegelreflexkamera als Beier-Flex 6 × 6 in Leipzig vor. Nur ein Jahr später wurde eine verbesserte Version, die Beier-Flex II, auf den Markt gebracht. Die Produktion der Modelle dauerte bis 1941 an. Danach musste die Herstellung aufgrund der Rüstungsproduktion unterbrochen werden. Von folgenden Bombenangriffen während des Zweiten Weltkrieges wurde der Betrieb verschont. Allerdings folgte nach Kriegsende die totale Demontage durch die Sowjetische Besatzungsmacht.

### 1945–1992
Mit knapp 60 Jahren begann Firmengründer Woldemar Beier 1945 wieder mit der Reparatur von Kameras und anderen Haushaltsgeräten, um Geld für günstige, aber schrottreife Maschinen und Einrichtungen zu bekommen. Bis Mitte 1946 beschränkte sich die Produktion auf die Fertigung von Kartoffelschälern, Schuhanziehern und anderen Dingen. Kurz darauf begann jedoch wieder die Produktion der Beirax. 1953 übernahm Woldemar Beiers Sohn Werner die Leitung des Betriebes. Ab 1959 beteiligte sich der Staat an dem Unternehmen. Dieser war allerdings nur Teilhaber des eigentlich privaten Unternehmens. In einigen Dingen bekam der Betrieb deshalb staatliche Weisungen. Nach und nach baute der Betrieb seinen Handel im In- und Ausland weiter aus.

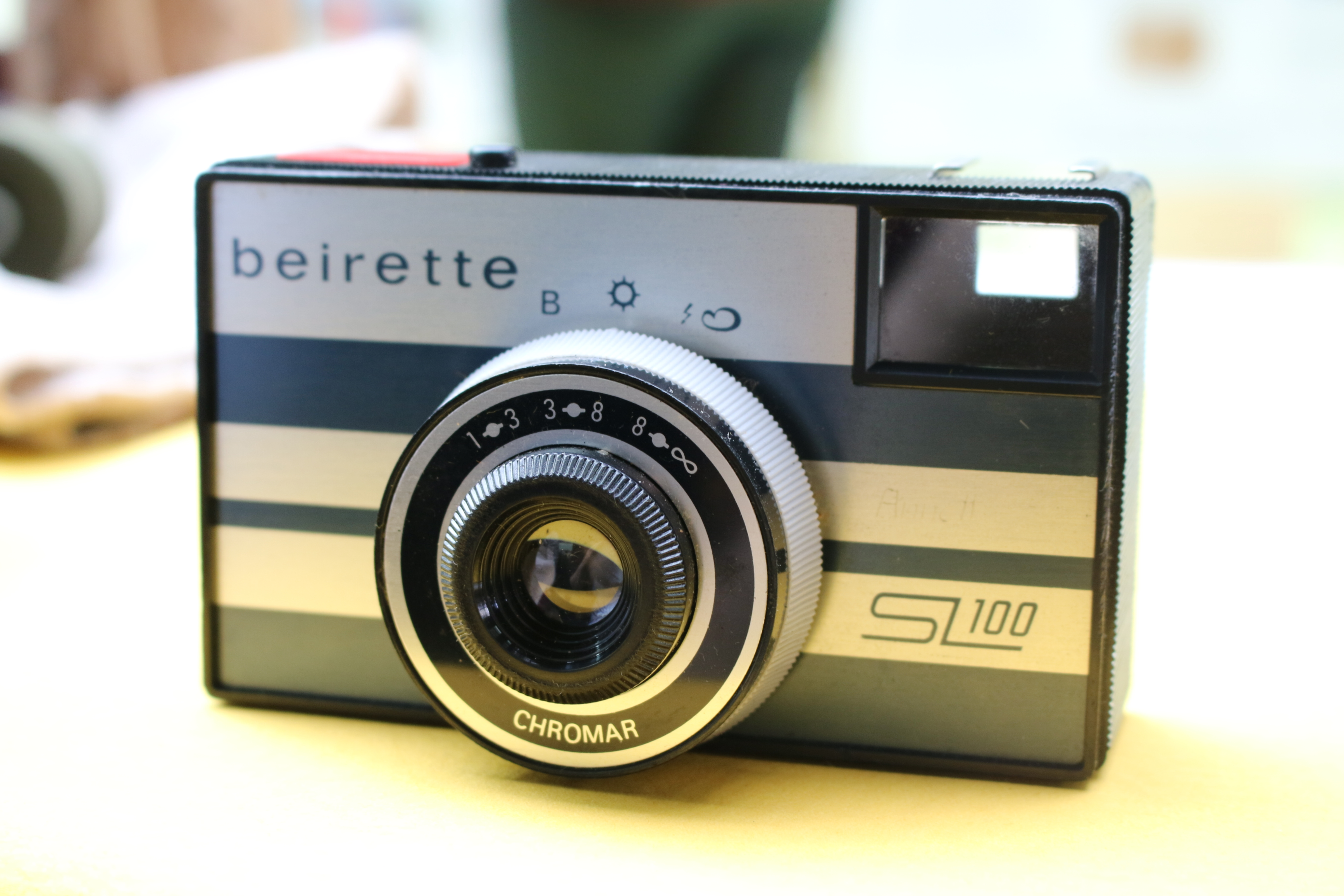
Eine Beier Beirette SL 100

1972 wurde der Betrieb verstaatlicht. Das einstige private Unternehmen wurde nun als VEB Kamerafabrik Freital firmiert. Werner Beier wurde als Technischer Leiter eingesetzt. Aufgrund der Verstaatlichung kam die Forderung nach neuen Kameratypen. In der folgenden Zeit wurden fünf Betriebe in den VEB Kamerafabrik Freital eingegliedert, wobei die Kameraproduktion nun stark ansteigen konnte.
Ab dem 1. Januar 1980 wurde der VEB Kamerafabrik Freital dem Kombinat VEB Pentacon unterstellt, was eine neue Firmierung hervorrief. Ab 1981 wurde die Kleinbildkamera beirette-electronic mit Zeitautomatik entwickelt. 1985 wurde der Betrieb dem Kombinat Carl Zeiss Jena unterstellt, wobei die Zugehörigkeit zum Kombinat VEB Pentacon Dresden erlosch.
Ab 1. Juli 1990 wurde ein Teil des Unternehmens reprivatisiert. Der Rest wurde zu einer GmbH namens Kamerafabrik Freital GmbH. Nach und nach nahm die Kameraproduktion ab und es wurde nur noch nach Aufträgen produziert. Ab dem 1. September 1990 wurde der Betrieb zu OFE GmbH Freital, Betrieb für Optik, Feinmechanik und Elektrotechnik, bis es schließlich am 30. September 1992 zur Auflösung kam.

## Bekannte Produkte
- Beirax
- Beirette
- Precisa
- Rifax
- Voran